# Шумська Людмила Юріївна

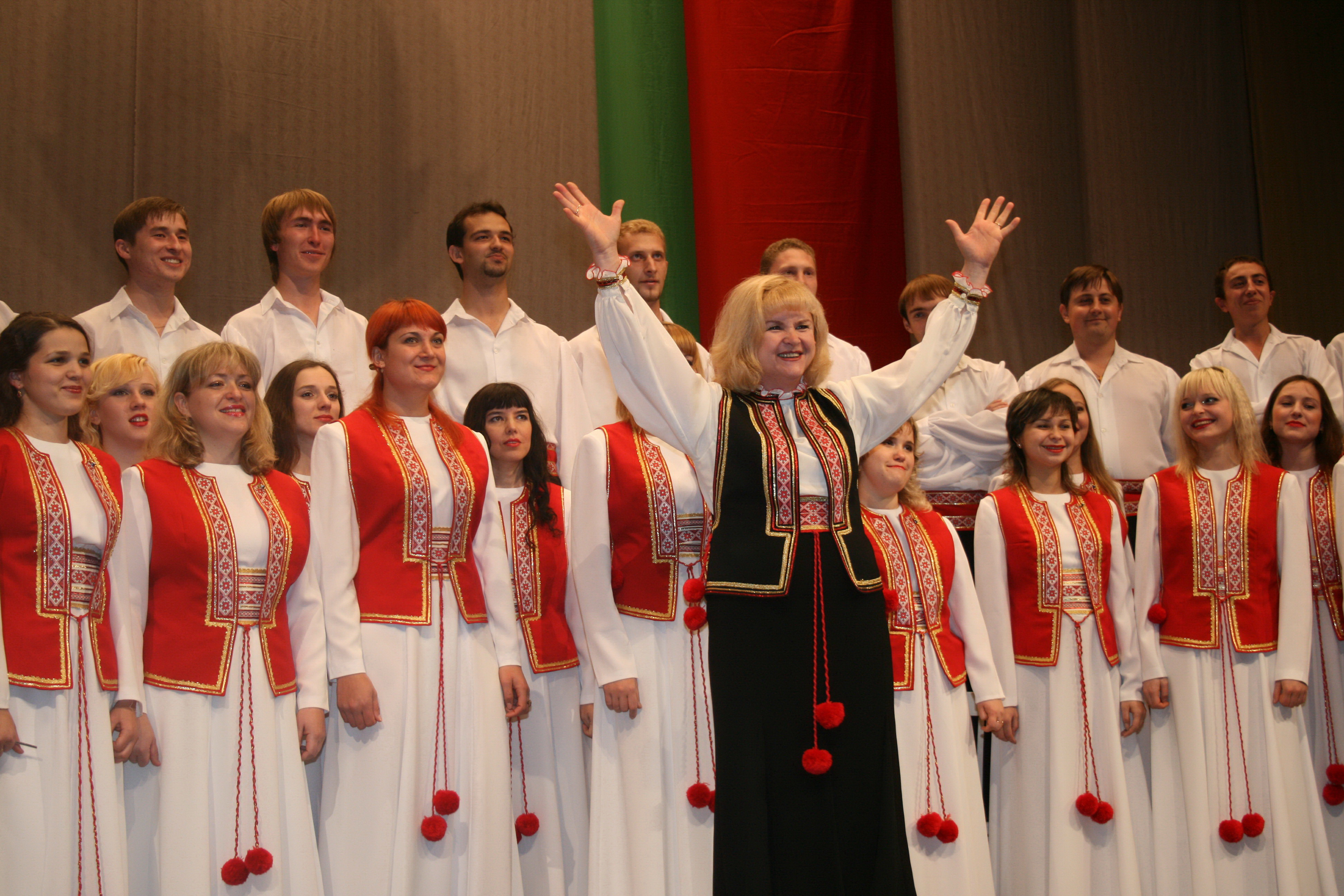
Виступ з хором "Світич"

Людмила Юріївна Шумська (нар. 12 грудня 1956, Черкаси, УРСР) — український хоровий диригент, педагог, науковець, громадський діяч, організатор хору «Світич» при Ніжинському державному університеті імені Миколи Гоголя. Заслужений діяч мистецтв України (2002), доцент (2002), професор (2010), професор кафедри оркестрового диригування та інструментознавства Національної музичної академії України імені П. І. Чайковського. З 2021 по 2024 роки — завідувач кафедри вокально-хорової майстерності Ніжинського державного університету імені Миколи Гоголя. Нагороджена Почесною грамотою Президента України.
Лауреат Міжнародних конкурсів та фестивалів, Відмінник освіти України, Член Національної Всеукраїнської музичної спілки.  Нагороджена почесною відзнакою НМАУ ім. П. І. Чайковського — «Орден за видатні досягнення у музичному мистецтві».

## Біографія
Людмила Юріївна Шумська народилась 12 грудня 1956 року в Черкасах.
1976 року закінчила з відзнакою диригентсько-хоровий відділ Черкаського державного музичного училища ім. С. Гулака-Артемовського по класу В. Ф. Мельника та Н. О. Воронової.
1981 року закінчила з відзнакою диригентський факультет Київської консерваторії (нині Національна музична академія України ім. П. І. Чайковського) по класу народного артиста України, академіка Академії мистецтв України, професора О. С. Тимошенка.
1989 року закінчила аспірантуру Інституту фольклору та етнографії АН України за спеціальністю «Музичне мистецтво» (спеціалізація — «Теорія музики»).
Людмила Шумська є професором кафедри оркестрового диригування та інструментознавства Національної музичної академії України імені П. І. Чайковського, професором кафедри вокально-хорової майстерності Ніжинського державного університету імені Миколи Гоголя,  автор наукових розвідок і навчально-методичної літератури. 
У 1993 році Л. Ю. Шумська (спільно з Л. В. Костенко) створила академічний мішаний хор — Молодіжний хор «Світич», з якими провадить масштабну  концертну, навчальну та музично-просвітницьку діяльність.

## Творча діяльність
Молодіжний хор «Світич», створений Л. Ю. Шумською спільно з Л. В. Костенко, став візитною карткою Ніжинського державного університету імені Миколи Гоголя, презентантом колективної студентської творчості Ніжинської вищої школи, авангардом молодіжного хорового руху Чернігівщини.
З хором «Світич» здійснено понад 80 записів у фонд Національної радіокомпанії України, випущено ліцензійні компакт-диски «Молодіжний хор «Світич» до 200-річчя Ніжинської вищої школи» та Молодіжний хор «Світич» до 200-річчя від дня народження Миколи Гоголя.
Л. Ю. Шумська (на чолі хору «Світич») — лауреат 50-ти Міжнародних  та Всеукраїнських хорових конкурсів та фестивалів: у Білорусі (1995, 2008), Великій Британії (2021), Італії (1998, 2008, 2010, 2012, 2016), Канаді (2021), Німеччині (1999, 2001, 2007), Польщі (1998, 2003, 2015, 2019, 2020), Сербії (2006), Туреччині (2005, 2019, 2020, 2021), Угорщині (1995, 1996), Україні (1995, 2007, 2011, 2013, 2016, 2018, 2020, 2021), Франції (2009, 2013, 2014, 2018).
Найбільш вагомі творчі здобутки професора Людмили Шумської:
- володар Золотої медалі Першої всесвітньої хорової Олімпіади (2000);
- лауреат І премії в категорії «Камерні хори» Третього Всеукраїнського хорового конкурсу ім. М. Леонтовича (1997);
- лауреат Першого ступеня та володар Спеціального кубка Другого Всеукраїнського фестивалю — конкурсу хорового мистецтва, присвяченого 20-річчю незалежності України (2011);
- володар Золотої медалі та Першої премії 17-го Міжнародного хорового конкурсу духовної музики в м  Превеза (Греція, 2011 та 2017);
- лауреат Третього Всеукраїнського фестивалю-конкурсу хорового мистецтва, присвяченого ювілею Героя України А. Авдієвського (Київ, травень 2013 р.): Перша премія, Диплом І ступеня, медаль К. Пігрова;
- володар  «Гран-прі» та лауреат І премії VIII Всеукраїнського хорового фестивалю-конкурсу «Вишгородська Покрова» (жовтень, 2016);
- володар Золотої медалі  23-го Міжнародного хорового конкурсу в місті Превеза, Греція (2017) та Спеціального призу «За найкраще виконання православної музики»;
- володар «Гран-прі» VIII Міжнародного конкурсу «PREMIER» (м. Київ, березень 2018) та спеціального диплому «Кращий диригент конкурсу»;
- володар «Гран-прі» Міжнародного фестивалю-конкурсу «Wawelskie Skarby» (Краків, Польща, 2020);
- володар «Гран-прі» V Міжнародного конкурсу мистецтв «CA ART WORLD» (Туреччина, 2020);
- володар «Гран-прі» Міжнародного онлайн конкурсу «Soul» (Київ, 2020);
- Всеукраїнський двотуровий конкурс «Жовтневий мир-фест» (м. Дніпро, Україна, 2021) — двічі володар «Гран-прі» в номінації «Хоровий спів»;
- Міжнародний фестиваль-конкурс «Best-star 2021» (м. Київ, 2021) — лауреат I премії в номінації «Академічний вокал»;
- Канадсько-український двотуровий онлайн-конкурс дитячої та юнацької творчості «Toronto 2021» (2021) — лауреат I премії в номінації «Вокал»;
- 27 Міжнародний онлайн-конкурс «Golden Time Talent» (Велика Британія, 2021) — лауреат I премії в номінації «Хори»;
- І Міжнародний музичний конкурс «KAMMERTON» (Туреччина — Румунія, 2021) — «Гран-прі» в номінації «Академічний хор»;
- Володар індивідуального «Gran-prix» в номінації «Диригування» на Міжнародному музичному конкурсі «Stars of Europe» (2022);
- Володар індивідуального «Gran-prix» в номінації «Диригування» на Міжнародному музичному конкурсі «New York Starlights» (USA, 2022).
- З «Молодіжним хором «Світич» Людмила Шумська виступала на сценах Національного палацу мистецтв «Україна», Національної опери України, Національної філармонії України, НМАУ ім. П. І. Чайковського, Будинку вчених, Будинку учителя, Будинку актора, Українського Дому тощо.

Л. Ю. Шумська є автором проекту та головою оргкомітету Всеукраїнського юніорського конкурсу вокальної, диригентської та інструментально-виконавської майстерності (з 2002 року щорічно). 2019 року конкурс перейменований на «Всеукраїнський юніорський конкурс музично-виконавської майстерності імені академіка О. С. Тимошенка».
Л. Ю. Шумська є засновником та художнім керівником фестивалю
«Ніжин-хор-фест» (2008, 2010, 2011) та «НІЖИН-МУЗ-ФЕСТ» (з 2012 року - щорічно).

## Науково-методична та педагогічна діяльність
Л. Ю. Шумська є автором навчальних посібників з Грифом Міністерства освіти і науки України: «Хорове диригування» (випуски 2010 р. та 2017 р.), «Хоровий клас» (у співавторстві з Л. В. Костенко та М. О. Шумським), «Методика викладання хорового диригування» (випуски 2011 р. та 2019 р.) та «Хрестоматія з хорознавства» (вип. 2013 р., у співавторстві з Л. В. Костенко), «Диригентсько-хорова підготовка» для спеціальності 025 «Музичне мистецтво» (вип. 2020 р., у співавторстві з Л. В. Костенко та М. О. Шумським), Хрестоматії "Українське хорознавство" (вип. 2023 р., у співавторстві з Л. В. Костенко).
Л. Ю. Шумська опублікувала понад 40 статей, у тому числі понад 30 — у наукових фахових виданнях України та Грузії. Коло наукових інтересів —  методика викладання диригентсько-хорових дисциплін, музично-просвітницька діяльність.
Авторські свідоцтва професора Шумської Л. Ю.:
1. Свідоцтво про реєстрацію авторського права на твір: Літературний письмовий твір практичного характеру «Положення про проведення щорічного міського музично-просвітницького заходу «Ніжин-Муз-Фест». Автор Шумська Людмила Юріївна, №83629. Дата реєстрації 12.12.2018 р.
2. Свідоцтво про реєстрацію авторського права на твір: Навчальний посібник «Хорове диригування». Автор Шумська Людмила Юріївна, №83630. Дата реєстрації 12.12.2018 р.
3. Свідоцтво про реєстрацію авторського права на твір: Літературний письмовий твір практичного характеру «Положення про «XVII Всеукраїнський юніорський конкурс вокальної, диригентської та інструментально-виконавської майстерності». Автор Шумська Людмила Юріївна,  №83631. Дата реєстрації 12.12.2018 р.
4. Свідоцтво про реєстрацію авторського права на твір: Буклет «XVIII Всеукраїнський юніорський конкурс музично-виконавської майстерності імені академіка Олега Тимошенка». Автор Шумська Людмила Юріївна, № 102551. Дата реєстрації 16.02.2021 р.
5. Свідоцтво про реєстрацію авторського права на твір: «Текст пісні до музичного твору Крістофера Тіна «Мрії про політ». Автор Шумська Людмила Юріївна, № 102324. Дата реєстрації 04.02.2021 р.
6. Свідоцтво про реєстрацію авторського права на твір: «Текст пісні до музичного твору Фіделя Калаланга «Варай-Варай». Автор Шумська Людмила Юріївна, № 102325. Дата реєстрації 04.02.2021 р.
7. Свідоцтво про реєстрацію авторського права на твір: навчальний посібник «ХОРОВИЙ КЛАС». У співавторстві: Шумська Людмила Юріївна, Шумський Микола Олександрович, Костенко Людмила Василівна, № 114738. Дата реєстрації 9 вересня 2022 р.
8. Свідоцтво про реєстрацію авторського права на твір: Буклет «XIX Всеукраїнський юніорський конкурс музично-виконавської майстерності імені академіка О. С. Тимошенка». Автор – Шумська Людмила Юріївна, № 114131. Дата реєстрації 12 серпня 2022 р.
9. Свідоцтво про реєстрацію авторського права на твір: Літературний письмовий твір практичного характеру «Положення про XIX Всеукраїнський юніорський конкурс музично-виконавської майстерності імені академіка Олега Тимошенка». Автор – Шумська Людмила Юріївна, № 115099. Дата реєстрації 5 жовтня 2022 р.

Л. Ю. Шумська — автор розробок методичного комплексу кафедри вокально-хорової майстерності з дисциплін циклу диригентсько-хорової підготовки: особисто розробила та впровадила понад 20 навчальних програм кафедри з дисциплін: «Хорознавство», «Хорознавство та хорове аранжування», «Методика викладання хорового диригування», «Методика викладання диригентсько-хорових дисциплін», «Хоровий клас», «Хорове диригування», «Читання хорових партитур» для магістрантів та бакалаврів за спеціальностями 025«Музичне мистецтво» та 014 «Середня освіта. Музичне мистецтво».
Л. Ю. Шумська підготувала понад 300 висококваліфікованих випускників, які плідно працюють у театрах, філармоніях, вищих та середніх навчальних закладах і провідних хорових колективах України: заслужені артисти України О. Нестеренко та Ю. Ільчук, лауреати Міжнародних конкурсів О. Абакумова, О. Білошапка, З. Богун, І. Корінь, С. Сікорська, кандидати педагогічних наук, доценти — О. Грисюк, Ю. Дворник, К. Кушнір, О. Коваль, Ю. Новгородська, Р. Новгородський, О. Павленко, І. Ростовська, М. Шевчук, Т. Раструба, викладачі Л. Пархоменко, С. Подворна, М. Рабінчук, О. Леоницька, О. Сніжинська, П. Шевчук, О. Яблонська, хормейстери – М. Батрак, В. Йотка, Я. Йотка, Т. Клюйко, Л. Мироненко, А. Пархоменко, Т. Дяченко, артисти хору – Т. Брикун, С. Бусло, І. Гарбуз, О. Довгаль, Ю. Захарченко, С. Корма, С. Ліщук, А. Музика, Ю. Куркіна, С. Охонько, І. Прошукало, А. Ткаченко, К. Юцевич та інші.  